# Delfina de França

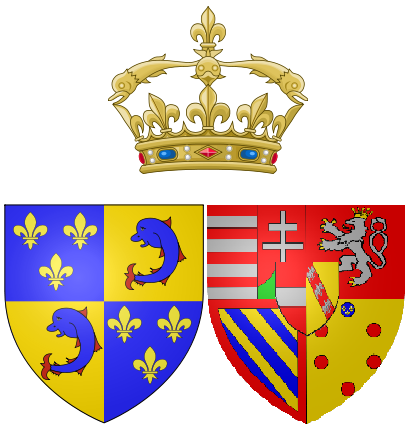
Brasão de Maria Antonieta enquanto Delfina da França.

Delfina de França era o título reservado a esposa do Delfim de França (título do herdeiro aparente da coroa francesa durante as dinastia de Valois e Bourbon). Uma vez que no Reino da França imperava a lei sálica, nunca houve uma Delfina de França em seu próprio direito.

## Delfinas de França

### Casa de Valois
| Imagem | Nome                  | Nascimento             | Casamento               | Tornou-se delfina       | Encerrou como delfina                  | Morte                  | Marido             | Ref   |
| ------ | --------------------- | ---------------------- | ----------------------- | ----------------------- | -------------------------------------- | ---------------------- | ------------------ | ----- |
|        | Joana de Bourbon      | 3 de fevereiro de 1338 | 8 de abril de 1350      | 22 de agosto de 1350    | 8 de abril de 1364 tornou-se Rainha    | 6 de fevereiro de 1378 | Carlos (1338-1380) | [ 3 ] |
|        | Margarida de Borgonha | dezembro de 1393       | 31 de agosto de 1412    | 31 de agosto de 1412    | 18 de dezembro de 1415 morte do marido | fevereiro de 1441      | Luís (1397-1415)   | [ 4 ] |
|        | Jaqueline da Baviera  | 16 de agosto de 1401   | 6 de agosto de 1415     | 18 de dezembro de 1415  | 4 de abril de 1417 morte do marido     | 8 de outubro de 1436   | João               | [ 5 ] |
|        | Maria de Anjou        | 14 de outubro de 1404  | 22 de abril de 1422     | 22 de abril de 1422     | 21 de outubro de 1422 tornou-se Rainha | 29 de novembro de 1463 | Carlos (1403-1461) | [ 6 ] |
|        | Margarida Stuart      | 25 de dezembro de 1424 | 24 de junho de 1436     | 24 de junho de 1436     | 16 de agosto 1445                      | 16 de agosto 1445      | Luís (1423-1483)   | [ 7 ] |
|        | Carlota de Saboia     | 11 de novembro de 1441 | 14 de fevereiro de 1451 | 14 de fevereiro de 1451 | 22 de julho de 1461 tornou-se Rainha   | 1 de dezembro de 1483  | Luís (1423-1483)   | [ 8 ] |
|        | Catarina de Médici    | 13 de abril de 1519    | 28 de outubro de 1533   | 10 de agosto 1536       | 31 de março de 1547 tornou-se Rainha   | 5 de janeiro de 1589   | Henrique           | [ 6 ] |
|        | Maria da Escócia      | 8 de dezembro de 1542  | 24 de abril de 1558     | 24 de abril de 1558     | 10 de julho de 1559 tornou-se Rainha   | 8 de fevereiro de 1587 | Francisco          | [ 9 ] |

### Casa de Bourbon
| Imagem | Nome                            | Nascimento             | Casamento               | Tornou-se delfina       | Encerrou como delfina                  | Morte                   | Marido           | Ref    |
| ------ | ------------------------------- | ---------------------- | ----------------------- | ----------------------- | -------------------------------------- | ----------------------- | ---------------- | ------ |
|        | Maria Ana Vitória da Baviera    | 28 de novembro de 1660 | 7 de março de 1680      | 7 de março de 1680      | 20 de abril de 1690                    | 20 de abril de 1690     | Luís (1661-1711) | [ 10 ] |
|        | Maria Adelaide de Saboia        | 6 de dezembro de 1685  | 7 de dezembro 1697      | 14 de abril de 1711     | 12 de fevereiro de 1712                | 12 de fevereiro de 1712 | Luís (1682-1712) | [ 11 ] |
|        | Maria Teresa Rafaela da Espanha | 11 de junho de 1726    | 23 de fevereiro de 1745 | 23 de fevereiro de 1745 | 22 de julho de 1746                    | 22 de julho de 1746     | Luís Fernando    | [ 12 ] |
|        | Maria Josefa da Saxônia         | 4 de novembro de 1731  | 9 de fevereiro de 1747  | 9 de fevereiro de 1747  | 20 de dezembro de 1765 morte do marido | 13 de março de 1767     | Luís Fernando    | [ 13 ] |
|        | Maria Antonieta da Áustria      | 2 de novembro de 1755  | 16 de maio de 1770      | 16 de maio de 1770      | 10 de maio de 1774 tornou-se Rainha    | 16 de outubro de 1793   | Luís Augusto     | [ 14 ] |
|        | Maria Teresa Carlota de França  | 19 de dezembro de 1778 | 10 de junho de 1799     | 16 de setembro de 1824  | 2 de agosto de 1830 tornou-se Rainha   | 19 de outubro de 1851   | Luís Antônio     | [ 15 ] |